# Stenochiton cymodocealis
Stenochiton cymodocealis är en blötdjursart som beskrevs av Edwin Ashby 1918. Stenochiton cymodocealis ingår i släktet Stenochiton och familjen Ischnochitonidae. Inga underarter finns listade i Catalogue of Life.